# Michele Mignani
Michele Mignani (Gênova, 30 de abril de 1972) é um ex-futebolista e treinador de futebol italiano que atuava como zagueiro. Atualmente está sem clube.

## Carreira
Revelado pela Sampdoria, Mignani disputou apenas um jogo oficial pelos Blucerchiati', em janeiro de 1991, contra o Lecce, sendo campeão italiano da primeira divisão pela única vez em sua carreira. Após defender SPAL, Monza, Pistoiese e Lucchese, assinou com o Siena, onde tornou-se um dos maiores ídolos na história do clube, onde é o quarto jogador com mais partidas disputadas - 240 no total, em duas passagens (em 1997, jogou 12 vezes pelo Castel di Sangro), vencendo ainda o Grupo A da Série C1 italiana em 1999–00 e a Série B de 2002–03.
Após deixar o Siena em 2006 (em sua homenagem, o Siena aposentou a camisa 4), defendeu Triestina, Grosseto e Poggibonsi, onde se aposentou em 2009, aos 36 anos. Voltaria ao Siena pouco depois, desta vez para trabalhar nas categorias de base do clube, permanecendo até 2014, quando exerceu a função de coordenador técnico do Latina.
Seu primeiro trabalho como treinador principal foi em 2016, no Olbia, que na época jogava a Serie D nacional, e após perder 6 jogos consecutivos, perdeu o emprego em março de 2017. No mesmo ano, regressou novamente ao Siena, substituindo Cristiano Scazzola, onde permaneceria até de 2019, quando anunciou sua saída do clube.

## Seleção
Mignani disputou 2 partidas pela seleção Sub-21 Itália, entre 1992 e 1993.

## Títulos
Sampdoria
- Série A: 1 (1989–90)

SPAL
- Série C1 (Grupo A): 1 (1991–92)

Siena
- Série C1 (Grupo A): 1 (1999–2000)
- Supercopa Série C: 1 (2000)
- Série B: 1 (2002–03)

## Links
- Perfil de Michele Mignani - La Gazzetta dello Sport] (em italiano)